# Pseudopristilophus alluaudi
Pseudopristilophus alluaudi – gatunek chrząszcza z rodziny sprężykowatych i podrodziny Prosterninae.

## Taksonomia
Gatunek opisany został w 1933 przez E. J.-B. Fleutiaux i nazwany na cześć Charlesa A. Alluauda, francuskiego entomologa.

## Występowanie
Gatunek ten jest endemitem Madagaskaru.